# انریکو ماسیاس
گاستون گراناسیا (به فرانسوی: Gaston Ghrenassia) شناخته‌شده با نام هنری انریکو ماسیاس (به فرانسوی: Enrico Macias) (زادهٔ ۱۱ دسامبر ۱۹۳۸) آهنگساز و خوانندهٔ یهودی ـ فرانسوی موسیقی پاپ است. او در شهر کنستانتین در الجزایر به‌دنیا آمد و در سال ۱۹۶۱، پیش از استقلال الجزایر، همراه با خانواده‌اش به فرانسه مهاجرت کرد. ماسیاس فعالیت هنری خود را در سال ۱۹۶۲ با تک‌آهنگ «خداحافظ سرزمین من» آغاز نمود و در مدت کوتاهی با ترانه‌هایی که عمدتاً متأثر از موسیقی شرقی بودند به شهرت رسید. محبوبیت ماسیاس بیشتر مربوط به ترانه‌های دههٔ ۱۹۶۰ اوست.